# Andi Langenhan
Andi Langenhan (* 1. Oktober 1984 in Suhl) ist ein ehemaliger deutscher Rennrodler und gegenwärtiger Rennrodeltrainer.

## Karriere

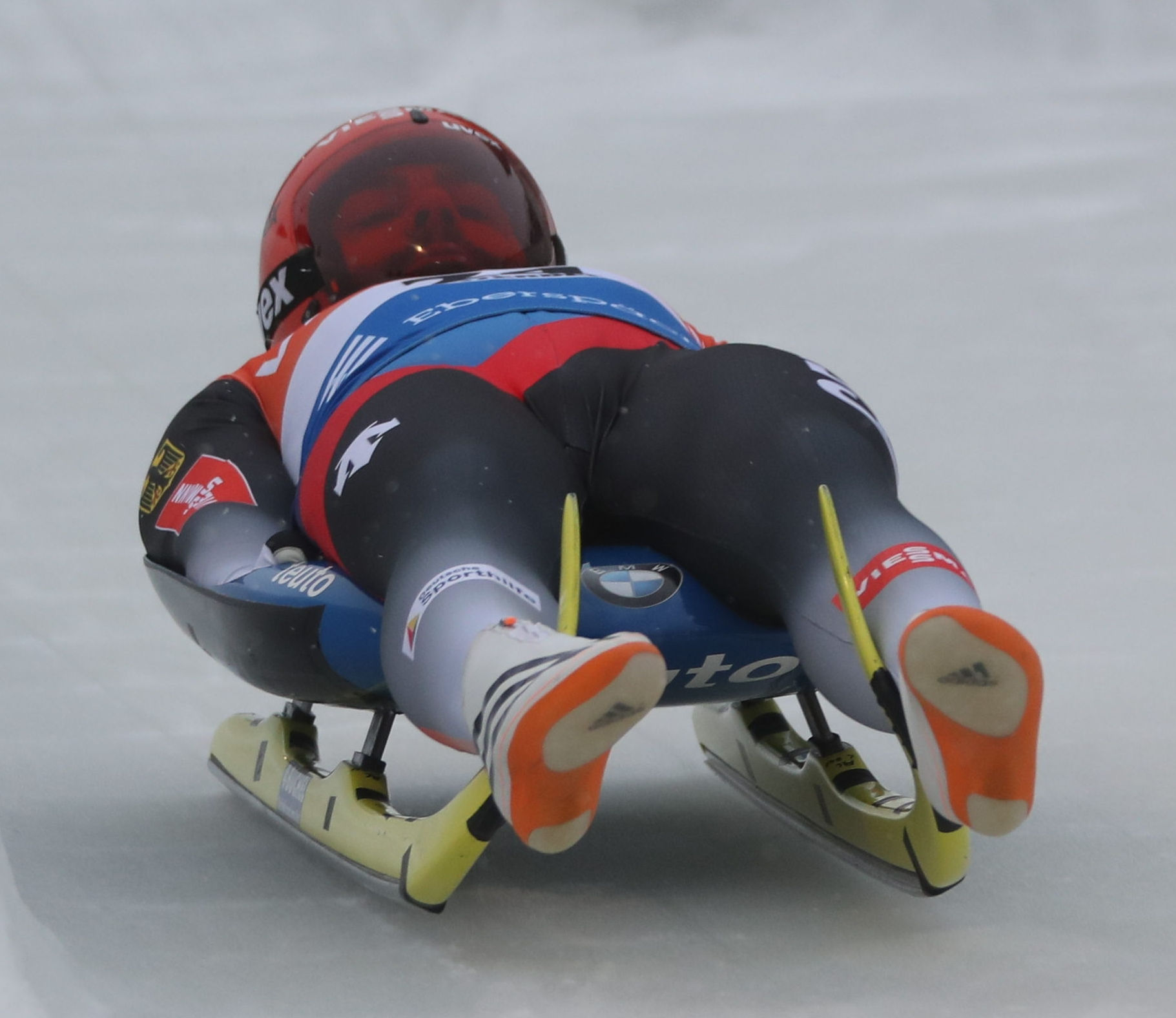
Langenhan beim Weltcup in Winterberg (2017)

Andi Langenhan startete für den RRC Zella-Mehlis. Das Mitglied der Sportfördergruppe der Thüringer Polizei wurde am 4. Juli 2008 nach erfolgreicher Ausbildung zum Polizeimeister ernannt. Beim FIL Sommerrodelcup, der jährlich in Ilmenau stattfand, wurde Langenhan viermal Sieger sowie zweimal Zweiter. Er besuchte bis zum Sommer 2004 das Sportgymnasium in Oberhof und konnte zahlreiche Erfolge im Junioren-Weltcup feiern.
Gleich in seinem ersten Senioren-Jahr (Saison 2004/2005) durfte Andi Langenhan bei den Weltcups in Altenberg, Sigulda, Oberhof, Königssee, Igls und Winterberg starten. Er überzeugte mit guten Ergebnissen wie dem 7. Platz in Oberhof, dem neunten Platz in Königssee und dem sechsten Platz in Winterberg im Weltcup. So durfte Andi Langenhan auch bei seinen ersten Weltmeisterschaften im Februar 2005 in Salt Lake City starten, wo er 14. wurde.
Nach guten Ergebnissen bei den Selektionsrennen im Oktober und November 2006 war Langenhan in der Saison 2006/07 wieder für einige Weltcuprennen nominiert. Sein bestes Weltcupergebnis in dieser Saison war Platz fünf bei seinem Heimweltcup am 13. Januar 2007 in Oberhof, wo er auch den Nationencup gewann. 2008 konnte er bei den Rennrodel-Weltmeisterschaften 2008 in Oberhof bereits den dritten Rang erreichen. Beim Auftakt zum Rennrodel-Weltcup 2008/2009 gewann Langenhan sein erstes Weltcuprennen in Igls vor David Möller und Armin Zöggeler. Nachdem er zwischenzeitlich fast 0,1 Sekunden Vorsprung hatte, verkleinerte sich dieser innerhalb des zweiten Durchgangs auf nur noch gut eine Hundertstelsekunde, dennoch reichte dies für den ersten Weltcupsieg bei den Senioren. Bei seinen ersten Olympischen Winterspielen 2010 in Vancouver erreichte er den fünften Platz.

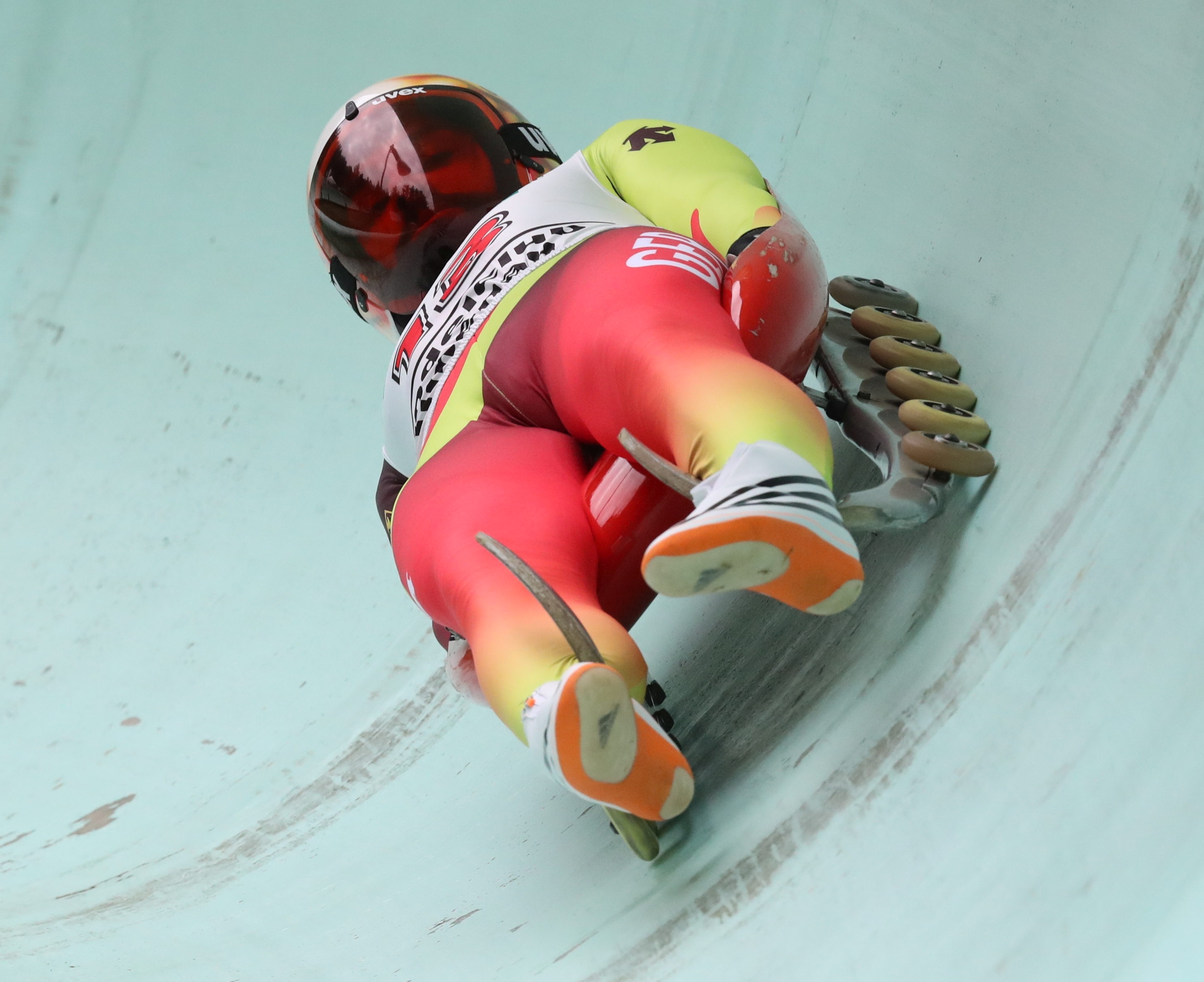
Langenhan beim FIL-Sommerrodel-Cup 2018 in Ilmenau

In der Saison 2010/2011 stand Andi Langenhan zwei Mal auf dem Weltcuppodest. Auf seiner Heimbahn in Oberhof sicherte er sich Silber, im russischen Paramonowo wurde er Dritter. Zudem konnte er sich bei den Weltmeisterschaften in Cesana Pariol WM-Bronze sichern. In der Saison 2011/2012 gewann Langenhan drei Weltcuprennen (Calgary, St. Moritz und Paramonowo). Der Sieg beim Saisonfinale in Paramonowo war zugleich der Höhepunkt seiner bisherigen Karriere, da dieses Rennen in Paramonowo zugleich als Europameisterschaft 2012 gewertet wurde. In der Weltcup-Gesamtwertung belegte Andi Langenhan den zweiten Platz hinter Felix Loch. Bei den Olympischen Winterspielen 2014 von Sotschi verpasste er als Viertplatzierter eine Medaille nur um einen Rang.
Langenhan beendete seine Karriere nach den Olympischen Winterspielen 2018. Seit 2018 arbeitet er als Trainer für den Bob- und Schlittenverband für Deutschland als Perspektivkadertrainer am Stützpunkt in Oberhof, nachdem er das Diplom-Trainerstudium in Köln als aktiver Sportler erfolgreich beenden konnte. Im Sommer 2023 übernahm er den Posten des Trainers der Oberhofer Weltcupkaderathleten von Jan Eichhorn und fungiert seither als Bundesstützpunkttrainer.
Für seine sportlichen Erfolge wurde er mit dem Silbernen Lorbeerblatt ausgezeichnet.

## Erfolge

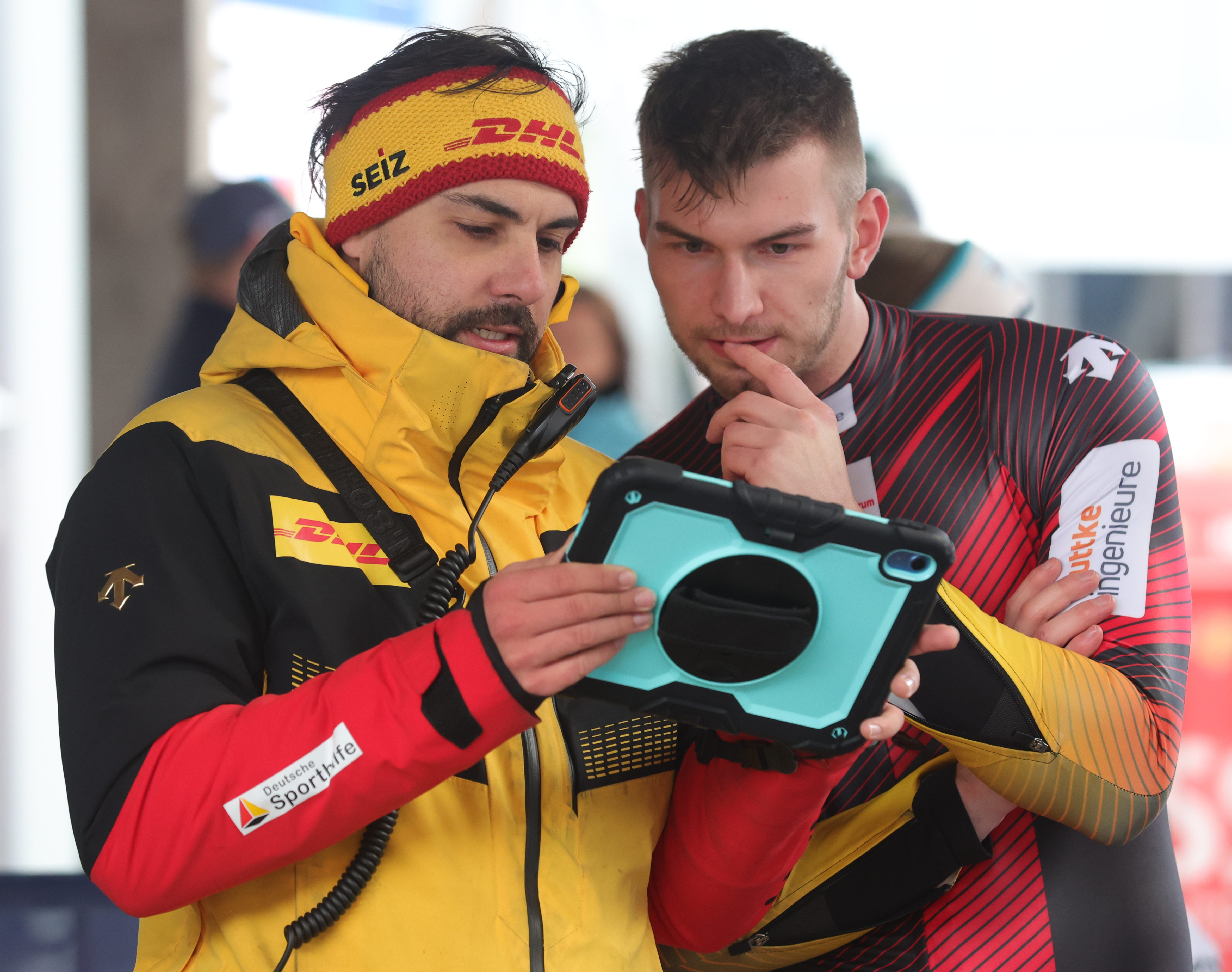
Langenhan als Trainer zusammen mit Timon Grancagnolo (2024)

### Olympische Spiele
- 2010: Platz 5
- 2014: Platz 4

### Weltmeisterschaften
- 2008: Bronzemedaille (Einzel)
- 2011: Bronzemedaille (Einzel)
- 2013: Silbermedaille (Einzel)
- 2016: Silbermedaille (Sprint)

### Europameisterschaften
- Europameisterschaft 2012: Goldmedaille Einzel, Silbermedaille Team
- Europameisterschaft 2013: Silbermedaille Einzel

### Weltcuprennen
- 2008/2009: 1. Platz Weltcup in Innsbruck/Igls
- 2009/2010: 1. Platz Weltcup in Oberhof, 2. Platz Weltcup in Park City
- 2010/2011: 2. Platz Weltcup in Oberhof, 3. Platz Weltcup in Paramonovo
- 2011/2012: 1. Platz Weltcup in Calgary, 1. Platz Weltcup in Sankt Moritz, 3. Platz Weltcup in Oberhof, 1. Platz Weltcup in Paramonovo

### Weltcuprennen / Staffel
- 2010/2011: 1. Platz Weltcup in Oberhof
- 2010/2011: 1. Platz Weltcup in Innsbruck/Igls
- 2010/2011: 2. Platz Weltcup in Oberhof
- 2011/2012: 3. Platz Weltcup in Oberhof
- 2011/2012: 2. Platz Weltcup in Paramovovo
- 2011/2012: 1. Platz Weltcup in St. Moritz

### Weltcupsiege
| Nr. | Datum         | Ort            | Bahn                                              |
| --- | ------------- | -------------- | ------------------------------------------------- |
| 1.  | 30. Nov. 2008 | Innsbruck-Igls | Olympia Eiskanal Igls                             |
| 2.  | 16. Jan. 2010 | Oberhof        | Rennrodelbahn Oberhof                             |
| 3.  | 16. Dez. 2011 | Calgary        | Bob- und Rennschlittenbahn im Canada Olympic Park |
| 4.  | 28. Jan. 2012 | St. Moritz     | Olympia Bob Run St. Moritz–Celerina               |
| 5.  | 26. Feb. 2012 | Paramonowo     | Bobbahn Paramonowo                                |
| 6.  | 1. Dez. 2012  | Königssee      | Kombinierte Kunsteisbahn am Königssee             |
| 7.  | 24. Feb. 2013 | Sotschi        | Sliding Center Sanki                              |

| Nr. | Datum         | Ort            | Bahn                        |
| --- | ------------- | -------------- | --------------------------- |
| 1.  | 28. Nov. 2010 | Innsbruck-Igls | Kunsteisbahn Bob-Rodel Igls |
| 2.  | 24. Feb. 2013 | Sotschi        | Sliding Center Sanki        |
| 3.  | 29. Nov. 2015 | Innsbruck-Igls | Kunsteisbahn Bob-Rodel Igls |
| 4.  | 19. Feb. 2017 | Pyeongchang    | Olympic Sliding Centre      |

### Deutsche Meisterschaften
- 2009: Silbermedaille
- 2011: Bronzemedaille
- 2013: Silbermedaille
- 2015: Goldmedaille
- 2018: Goldmedaille